# ノヴォグルデク県 (ポーランド・リトアニア共和国)

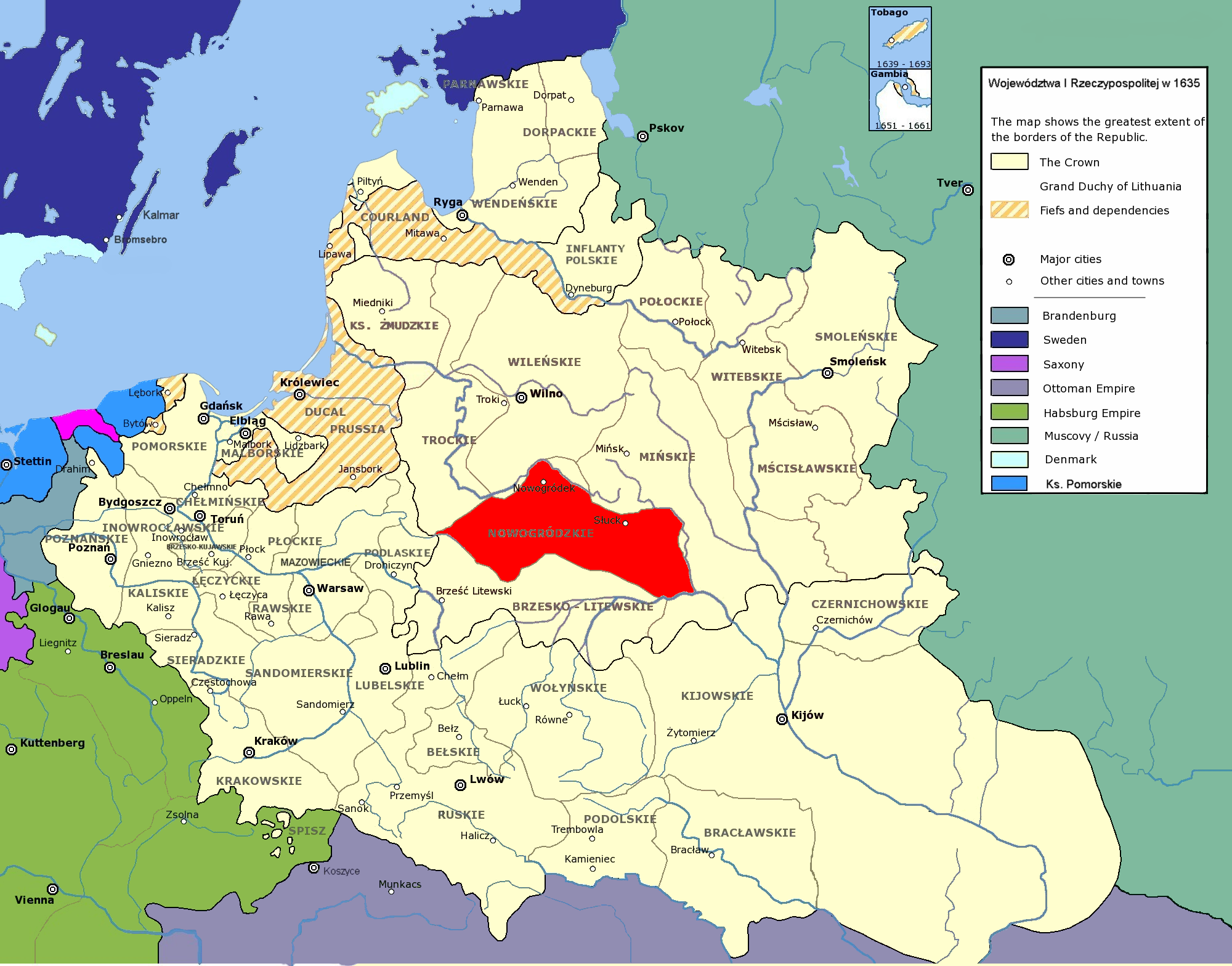
ポーランド・リトアニア共和国内のノヴォグルデク県の位置

ノヴォグルデク県 / ナウガルドゥカス県（ポーランド語: Województwo nowogródzkie / リトアニア語: Naugarduko vaivadija）はリトアニア大公国、ポーランド・リトアニア共和国の県である。1507年に設置され、1795年に廃止された。県都は現ベラルーシ・ナヴァフルダク。
- 注）郡・県名は、便宜上、リトアニア大公国期・ポーランド・リトアニア共和国期共にポーランド語表記を用いている。

## 歴史
ノヴォグルデク（ナウガルドゥカス）県は1507年に設置された。1565 - 1566年の、リトアニア大公国の行政改革の際に、県内にノヴォグルデク郡(ru)、ヴォルコヴスク郡(ru)、スロニム郡(ru)が設置された。このうちノヴォグルデク郡は、スウツク公国の別称でもあった。南部はBrześć県、北部は、西から順にトロキ県(ru)、ヴィルノ県(ru)、ミンスク県と接していた。ポーランド・リトアニア共和国期、ノヴォグルデク県からは6名が選出され、国会（セイム）に派遣された。
1793年の第2次ポーランド分割で県域の大部分が、1795年の第3次ポーランド分割で残る県域すべてが帝政ロシアに割譲され、ノヴォグルデク県は消滅した。ノヴォグルデク県域は、帝政ロシアではミンスク県とスロニム県(ru)の一部となった。